# Schizonella melanogramma
Schizonella melanogramma är en svampart som först beskrevs av Augustin Pyrame de Candolle, och fick sitt nu gällande namn av Joseph Schröter 1877. Schizonella melanogramma ingår i släktet Schizonella och familjen Anthracoideaceae.   Inga underarter finns listade i Catalogue of Life.